# Jana Marinowa
Jana Marinowa (bułg.: Яна Маринова, ur. 17 sierpnia 1978 w Sofii) – bułgarska aktorka, modelka, scenarzystka, producentka filmowa.

## Życiorys
Jana ukończyła studia ekonomiczne na Uniwersytecie Gospodarki Narodowej i Światowej w Sofii. Aktorstwa uczyła się w Lee Strasberg Theatre and Film Institute w Nowym Jorku a także w na uniwersytecie w Bułgarii (НОВ БЪЛГАРСКИ УНИВЕРСИТЕТ). W wieku 22 lat wyszła za mąż za boksera i kaskadera Tihomira Vincheva. Pracowała jako modelka, w 2004 roku została Miss Bułgarii. Obecnie jest scenarzystką i producentem bułgarskich i międzynarodowych produkcji dla kina, telewizji i teatru. Założyła firmę produkcyjną SPIRIT PRODUCTION HOUSE. Jako aktorka grała w bułgarskich i międzynarodowych filmach i serialach, produkcjach teatralnych i telewizyjnej. Pracuje również jako kaskader w produkcjach międzynarodowych.

## Nagrody
- 2018 - West Coast International Film Festival, USA - najlepsza aktorka komediowa, za film Attraction (2018)
- 2018 - West Coast International Film Festival, USA - najlepsza komedia, za film Attraction (2018)

## Wybrane role
- 2012: Vampyre Nation: Nacja wampirów
- 2013: Supercollider
- 2014: Living Legends
- 2015: XIa
- 2016: Labirinty lyubvi
- 2017: Ochroniarz
- 2018: Attraction